# Prairies et savanes inondables du Sudd et du Sahel

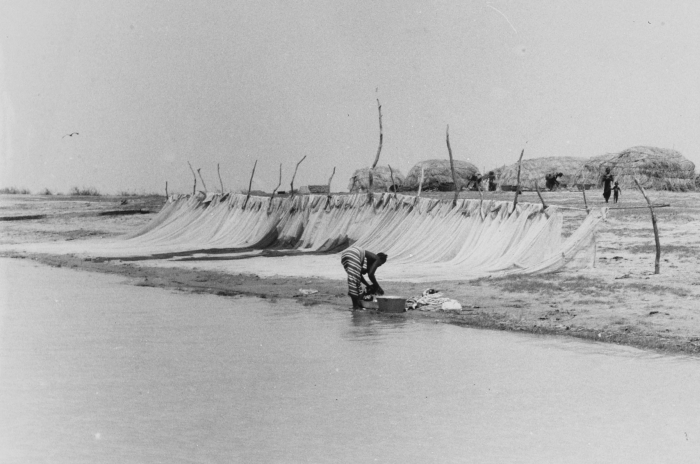
Delta intérieur du Niger près de Mopti v. 1970-1971.

Les prairies et savanes inondables du Sudd et du Sahel forment une région écologique identifiée par le Fonds mondial pour la nature (WWF) comme faisant partie de la liste « Global 200 », c'est-à-dire considérée comme exceptionnelle au niveau biologique et prioritaire en matière de conservation. Elle regroupe trois écorégions terrestres du Sahel appartenant au biome des prairies et savanes inondables et très éloignées l'une de l'autre :
- les prairies inondables sahariennes ;
- la savane inondable du delta intérieur du Niger ;
- la savane inondable du lac Tchad.